# سیلویو دانته

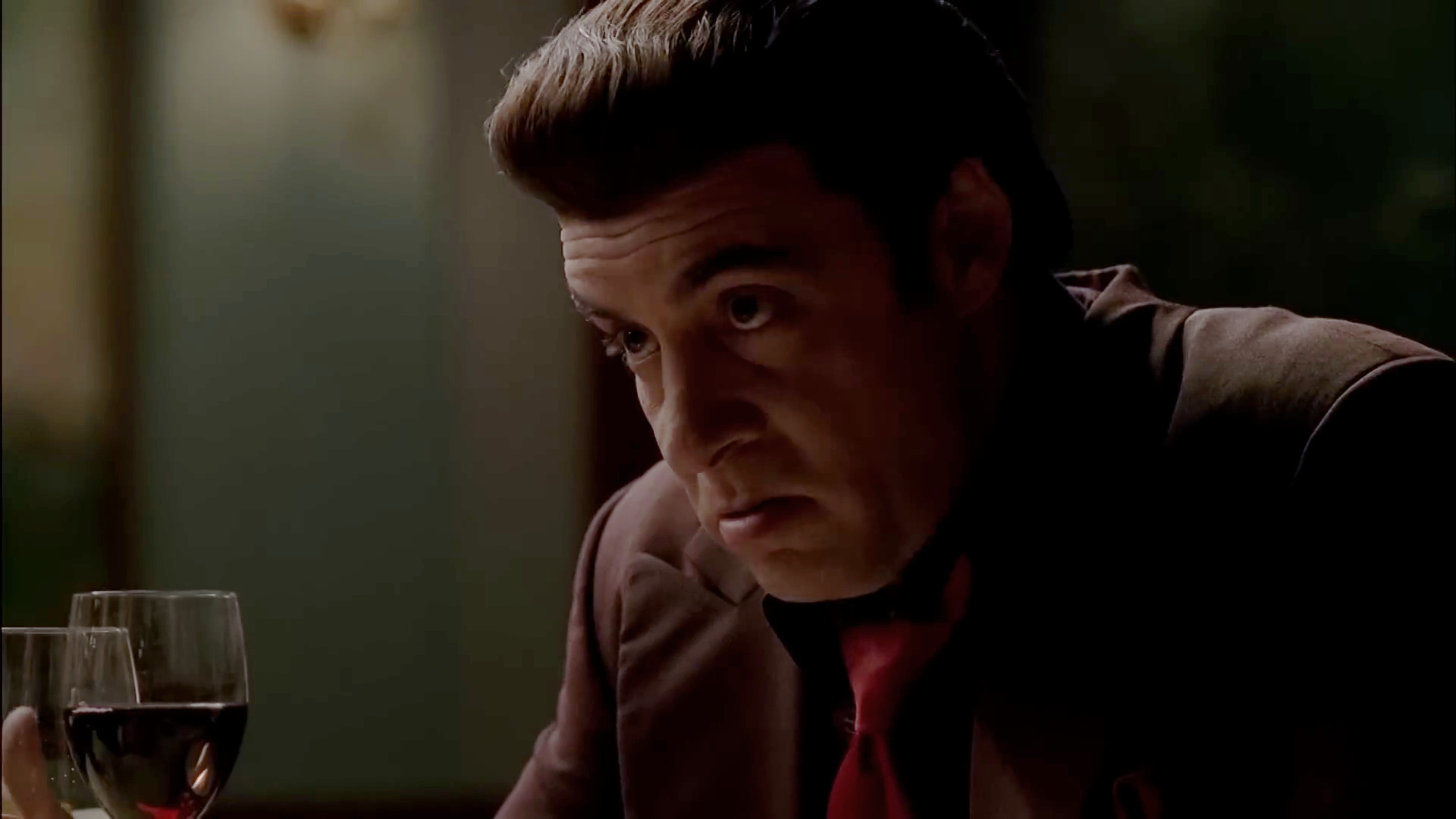
سیلویو دانته

سیلویو مانفرد دانته یک شخصیت خیالی در سریال تلویزیونی سوپرانوها از شبکه اچ‌بی‌او است که توسط استیون ون زند به تصویر کشیده شده است. او در خانواده جنایی دیمیو، به عنوان کنسیلیری (مشاور ارشد) و دست راست تونی سوپرانو فعالیت می‌کند.
در فیلم پیش درآمد «قدیسین فراوان نیوآرک» (2021)، نقش جوان سیلویو دانته را جان مگارو بازی کرده است.

## زندگینامه شخصیت
طبق کتاب «سوپرانوها، یک تاریخچه خانوادگی» ، سیلویو در ژوئن ۱۹۵۷ در وست اورنج، نیوجرسی متولد شد. پدرش جوزف «بپو» دانته، اصالتاً اهل کالابری ، عضو شوالیه‌های کلمبوس و سرباز مافیایی بود که در سال ۱۹۵۹ به ضرب گلوله کشته شد. سیلویو دوست دوران کودکی تونی سوپرانو بود. فعالیت‌های جنایی اولیه او اغلب شامل تونی و جکی آوریل پدر می‌شد. برنامه اولیه شغلی او این بود که یک خواننده حرفه‌ای شود، اما این رویا هرگز محقق نشد.
سیلویو دانته، با وجود فعالیت‌های مافیایی، همواره ارتباط خود با دنیای نمایش را از طریق مالکیت چندین کلوپ در شمال نیوجرزی حفظ کرده و از ستاره‌های جوانی که در کلوپ‌هایش فعالیت می‌کنند، حمایت مالی می‌کند. نقش او در ترغیب تونی سوپرانو برای قبول پست کاپو پس از مرگ پدرش، کلیدی بود. او در طول همکاری با گروه سوپرانو، با سالواتوره "بیگ پوسی" بونپنسیِرو و پائولی "والناتس" گوآلتیِری دوستی نزدیکی پیدا کرد.
ویژگی‌های شخصیتی و نقش در سازمان:
سیلویو یکی از معقول‌ترین افراد در حلقه نزدیکان تونی محسوب می‌شود. برخلاف دیگران که سریع عصبی می‌شوند و به خشونت متوسل می‌گردند، او معمولاً نقش میانجی را ایفا کرده و با همه به خوبی کنار می‌آید. حضور ثابت او در جلسات مهم ("sit-downs") باعث شده تونی به عنوان فردی منطقی و قابل اعتماد به او تکیه کند.
موارد کلیدی عملکرد:
- گزارش برنامه قتل عمو جونیور به تونی
- آتش زدن رستوران وسوویو برای حفظ آبروی آن
- برنامه‌ریزی ترور چاکی سینیوره و مایکی پالمیسه در جنگ داخلی ۱۹۹۹
- اجرای حکم اعدام خیانتکاران (جیمی آلتیری، بیگ پوسی، آدریانا لا سروا، برت جرواسی)
تعارضات و چالش‌ها:
- مخالفت پنهان با ارتقای کریستوفر مولتیسانتی
- درگیری با معترضان بومی آمریکایی در جشن روز کلمبوس
- اختلاف با پائولی بر سر تقسیم سود دزدی
دوران موقت ریاست:
پس از به کما رفتن تونی، سیلویو به عنوان رئیس موقت خانواده انتخاب شد. اگرچه ابتدا از این موقعیت لذت می‌برد، اما به زودی تحت فشارهای شدید دچار حملات آسم می‌شود. او در حل اختلاف بین ویتو اسپاتفوره و بابی باکالیری دچار تردید می‌شود و نهایتاً به این نتیجه می‌رسد که جایگاه واقعی او همان مقام کنسیلیری است.
موضع گیری در قضیه ویتو:
سیلویو همواره بر لزوم حذف ویتو اسپاتفوره پس از افشای همجنس‌گرایی او تأکید داشت. وقتی فیل لیوتاردو بدون اجازه تونی، ویتو را می‌کشد، سیلویو ابتدا پیشنهاد انتقام می‌دهد اما سپس از تصمیم تونی برای بمب‌گذاری در مرکز فیل حمایت می‌کند.
حمله تروریستی و کما:
در جریان توطئه فیل لیوتاردو برای نابودی رهبری خانواده سوپرانو، سیلویو در کمین مسلحانه قرار می‌گیرد. اگرچه پتسی پاریسی از او محافظت می‌کند، سیلویو با اصابت چند گلوله به کما می‌رود. در آخرین قسمت سریال، تونی به دیدار سیلویوی ناهشیار می‌رود، اما سرنوشت نهایی او هرگز فاش نمی‌شود.
زندگی شخصی:
سیلویو علیرغم روابط خارج از ازدواج، به همسرش گابریلا (بازیگر واقعی همسر ون زند) علاقه‌مند است. او پدری دلسوز برای دختر نوجوانش هدر است که از شغل پدرش ناراضی است. سیلویو در اوقات فراغت به تقلید از آل پاچینو در "پدرخوانده ۳" می‌پردازد که مورد توجه دوستانش قرار می‌گیرد.

## قتل‌های مرتکب شده توسط سیلویو
- سیریل: پس از شکنجه و بازجویی توسط دیکی مولتیسانتی (۱۹۷۱) هنگام تلاش برای فرار مورد اصابت گلوله قرار گرفت.
- جیمز «جیمی کوچولو» آلتیری : به جرم خبرچینی مورد سوءظن تیرباران شد. (۱۹۹۹)
- سالواتوره "بیگ پوس" بونپنسیرو : به دلیل همکاری با اف‌بی‌آی توسط او، پائولی و تونی مورد اصابت گلوله قرار گرفت. (۲۰۰۰)
- آدریانا لا سروا : به جرم خبرچینی تیرباران شد. (۲۰۰۴)
- دومینیک «فت دام» گامیلو : توسط کارلو جرواسی در حالی که سیلویو او را به خاطر توهین به کارلو نگه داشته بود، با ضربات چاقو زخمی شد. (2006)
- برت جرواسی : به دلیل تغییر اتحاد با خانواده لوپرتازی در طول جنگ بین خانواده‌ها، خفه شد . (2007)

## خاستگاه شخصیت
دیوید چیس، خالق سریال «سوپرانوها»، پس از دیدن استیون ون زند در مراسم معرفی گروه «رَکلس» به تالار مشاهیر راک اند رول در سال ۱۹۹۷، تحت تأثیر ظاهر طنزآمیز و حضور پررنگ او قرار گرفت و از او برای تست بازیگری دعوت کرد. ون زند، گیتاریستی که بیشتر به خاطر عضویت در گروه «ای استریت بند» بروس اسپرینگستین شناخته می‌شود، پیش از این هیچ تجربه‌ای در بازیگری نداشت. او برای نقش تونی سوپرانو تست داد، اما هم اچ‌بی‌او و هم خود ون زند احساس کردند که این نقش باید به یک بازیگر حرفه‌ای سپرده شود. در نتیجه، چیس تصمیم گرفت شخصیتی را به طور خاص برای ون زند خلق کند.  
ون زند در نهایت پذیرفت که در سریال در نقش سیلویو دانته، مشاور خانواده مافیا، بازی کند. همسر واقعی او، موریین، نیز در سریال به عنوان همسرش، گابریلا، انتخاب شد.   